# Донбасс (телеканал)
«Донбасс» — телеканал, ведущий круглосуточное вещание в восточных регионах Украины. 60 % эфира составляли программы собственного производства. По результатам первого полугодия 2013 года «Донбасс» являлся лидером среди региональных каналов на территории присутствия по аудитории 18+ (50+) (данные GfK Ukraine).
Впервые канал вышел в эфир 9 ноября 2009 года, используя технические мощности общенационального канала «Украина». В феврале 2011 года, «Донбасс» начал создание собственной полноценной службы информации.
За короткий период телеканал запустил в производство ряд информационных, информационно-публицистических, развлекательных программ, в числе которых «Время новостей Донбасса», «Человеческий фактор», «Вопрос Власти», «Телепазлики», «Ты прежде всего».
В эфире канала — программы социальной направленности, новости и ток-шоу, освещающие проблемы восточного региона, а также развлекательные шоу, кинофильмы и телесериалы.
Телеканал «Донбасс» входил в состав холдинга «Медиа Группа Украина», объединяющего медиа-ресурсы компании «Систем Кэпитал Менеджмент».

## Покрытие
В эфирном вещании, а также в пакете цифрового телевидения «Донбасс» присутствовал практически на всей территории Донецкой области, в населенных пунктах Луганской, Днепропетровской, Запорожской областей канал можно было найти в предложении кабельных операторов. Кроме того, эфир проектов собственного производства был доступен в онлайн вещании на сайте donbass.tv.
Контент телеканала популярен и за пределами территории его вещания. Канал «Донбасса» на YouTube был зарегистрирован в феврале 2012 года. По состоянию на август 2013 года канал собрал более 3,5 млн просмотров.
Сейчас на частоте телеканала в ДНР (частично в ЛНР) вещает телеканал YourTV.

## Программы собственного производства
- «Вопрос власти»
- «Вопрос власти. Тема дня»
- «Время новостей Донбасса»
- «Здравствуйте!»
- «Человеческий фактор»
- «Лучшие друзья девушек, или Чего хотят мужчины?»
- «Телепазлики»
- «Ты прежде всего»
- «PROбизнес»

## Награды
В ноябре 2012 собственные проекты информационного вещания «Время новостей Донбасса» и «Человеческий фактор» в лице ведущего Сергея Карпия были удостоены наивысшей национальной награды в сфере телевидения — премии «Телетриумф».